# Oluoma Nnamaka
Oluoma Onyeabor Somawina Nnamaka (* 14. September 1978 in Uppsala) ist ein ehemaliger schwedischer Basketballspieler.

## Karriere

### Verein
Nnamaka wechselte 1998 von seinem Heimatland Schweden in die Vereinigten Staaten, um seine basketballerische Ausbildung fortzusetzen. Das tat er von 1998 bis 2002 an der Marquette University in Milwaukee. In seiner Abschlusssaison (2001/02) mit den Golden Eagles in der US-amerikanischen College-Liga erzielte er durchschnittlich 7,8 Punkte und 4,3 Rebounds pro Spiel.
Nnamaka begann seine Profi-Karriere in Deutschland bei den Telekom Baskets Bonn. In Bonn avancierte Nnamaka schnell zum Publikumsliebling, dessen Qualitäten insbesondere in der Verteidigung lagen. Am 16. Januar 2004 erzielte Nnamaka mit 7 Blocks in einem Spiel einen neuen Bestwert in der Basketball-Bundesliga. In der Saison 2004/05 bestritt Nnamaka seine beste Spielzeit für Bonn und erzielte durchschnittlich 9,9 Punkte und 5,0 Rebounds pro Spiel. Am Ende der Saison konnten sich die Telekom Baskets und Nnamaka nicht auf eine weitere Zusammenarbeit einigen.
Zur Saison 2005/06 wechselte Nnamaka daher nach Italien zum Erstligisten Orlandina Basket. In den folgenden vier Spielzeiten schloss Nnamaka sich dem italienischen Zweitligisten Basket Club Ferrara an, mit dem er 2008 den Aufstieg in die Serie A feierte. Ferrara spielte anschließend bis zum Ende der Saison 2009/10 in der ersten Liga. Von 2010 bis 2012 trat Nnamaka erneut für einen italienischen Zweitligisten, nämlich Junior Casale Monferrato, an. Auch mit dieser Mannschaft schaffte Nnamaka den Aufstieg in die erste Liga, allerdings stieg man in der folgenden Saison direkt wieder ab.
Nach einer sportlich enttäuschenden Saison entschied Nnamaka sich für eine Rückkehr in die Heimat. Ab 2012 lief er für Uppsala Basket in der schwedischen Basketligan auf. Im Anschluss an die Saison 2014/15, in der er mit seiner Mannschaft schwedischer Vizemeister wurde, gab er das Ende seiner Leistungssportlaufbahn bekannt. Im Januar 2017 kehrte er in Uppsala aufs Spielfeld zurück und nahm noch einmal an neun Erstligapartien teil.

### Nationalmannschaft
Nnamaka lief von 1998 bis 2008 für die schwedische Basketballnationalmannschaft auf. In insgesamt 115 Spielen für die Herrennationalmannschaft erzielte er 896 Punkte (7,8 Punkte pro Spiel). Größter Erfolg war die Teilnahme an der Basketball-Europameisterschaft 2003 in Schweden. 2008 schied Nnamaka auf eigenen Wunsch aus der Nationalmannschaft aus.

## Sonstiges
Nnamaka, dessen Mutter Schwedin und dessen Vater Nigerianer ist, wuchs in Uppsala in der Provinz Uppland auf. Seine Schwester Chioma Nnamaka war ebenfalls eine erfolgreiche Basketballspielerin.